# Demokratyczna Partia Pracy Tonga
Demokratyczna Partia Pracy Tonga – tongijska partia polityczna założona 8 czerwca 2010 przez członków związku zawodowego urzędników, którzy oderwali się od Ruchu na rzecz Praw Człowieka i Demokracji. Wzięła udział w wyborach w 2010, nie zdobywając żadnego mandatu.